# Altobello Salicato
Altobello Salicato (1545 circa – Venezia, 1609) è stato un tipografo e libraio italiano attivo a Venezia.

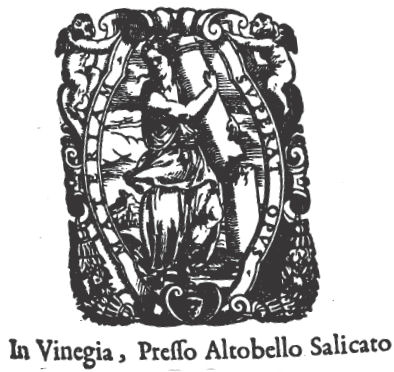
Marca di Altobello Salicato

Domiciliato nel Campo San Canciano di Venezia, nel sestiere di Cannaregio, fu attivo come stampatore dal 1569 al 1607; nel 1609 la sua sottoscrizione fu sostituita da quella dei suoi eredi. Si dedicò soprattutto alla stampa di testi giuridici.
Lavorò sia da solo sia in società. Aveva come marca la Fortezza (una donna in piedi che sorregge la parte superiore di una colonna spezzata) e il motto «Materiam superat opus».

Marche tipografiche di Altobello Salicato (da BEIC)
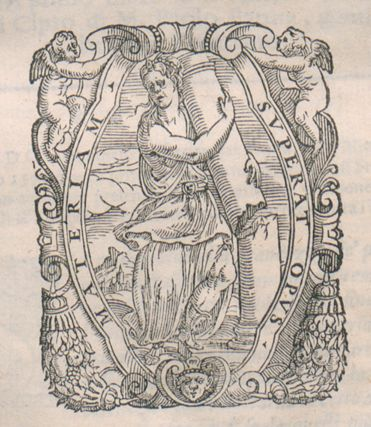
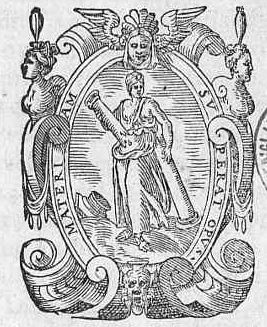